# Isola di Matagorda
L'isola di Matagorda (in inglese Matagorda Island) è un'isola di forma allungata situata nella costa del Texas, negli Stati Uniti. Ha una lunghezza complessiva di 61 km ed è bagnata dal golfo del Messico.